# Llista de diputats al Parlament Europeu en representació de Letònia (VII Legislatura)
Aquesta és una llista dels diputats en representació de Letònia durant la VII Legislatura del Parlament Europeu (2009–14). Una persona d'Unió Cívica va entrar al Parlament el desembre de 2011, amb el que el nombre de diputats és de nou.

## Llista
| Nom                | Partit nacional                        | Grup del PE | Punts |
| ------------------ | -------------------------------------- | ----------- | ----- |
| Ivars Godmanis     | LPP/LC                                 | ALDE        |       |
| Sandra Kalniete    | Unió Cívica                            | PPE         |       |
| Krišjānis Kariņš   | Partit de la Nova Era                  | PPE         |       |
| Aleksandrs Mirskis | Centre de l'Harmonia                   | S&D         |       |
| Alfreds Rubiks     | Centre de l'Harmonia                   | GUE–NGL     |       |
| Kārlis Šadurskis   | Unió Cívica                            | PPE         |       |
| Inese Vaidere      | Unió Cívica                            | PPE         |       |
| Tatjana Ždanoka    | Pels Drets Humans en una Letònia Unida | G–EFA       |       |
| Roberts Zīle       | Per la Pàtria i la Llibertat/LNNK      | CRE         |       |

## Representació per partits
| Partit Nacional                        | Grup del PE | Seients | ± |
| -------------------------------------- | ----------- | ------- | - |
| Unió Cívica                            | PPE         | 2 / 8   | 2 |
| Centre de l'Harmonia                   | Varis       | 2 / 8   | 2 |
| Pels Drets Humans en una Letònia Unida | G–EFA       | 1 / 8   | = |
| LPP/LC                                 | ALDE        | 1 / 8   | = |
| Per la Pàtria i la Llibertat/LNNK      | CRE         | 1 / 8   | 3 |
| Partit de la Nova Era                  | PPE         | 1 / 8   | 1 |